# 헤센하나우 백국
헤센하나우 백국은 신성 로마 제국에 속한 국가로, 1760년 옛 하나우뮌첸베르크 백국이 헤센카셀 방백국의 서자 상속령에 따라 설립되었다. 1785년 헤센하나우 백작이었던 빌헬름 9세가 헤센카셀 방백이 된 뒤 헤센카셀과의 병합이 시작되었다. 프랑스의 침공과 프랑스의 위성국인 프랑크푸르트 대공국으로의 편입으로 헤센하나우와 헤센카셀의 통합은 미뤄졌지만, 1821년 빌헬름 1세의 사망 이후 빌헬름 2세의 정치 개혁을 통해 두 국가는 다시 하나가 되었다.

## 역사

### 서자 상속령

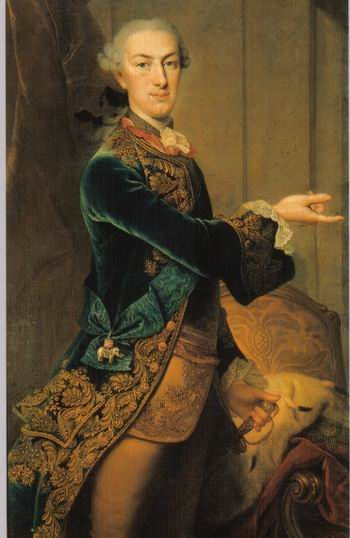
헤센카셀의 세습 왕자이자 헤센하나우 백작인 빌헬름.

헤센카셀의 세습 왕자이자 나중에 프리드리히 2세가 되는 그가 로마 가톨릭으로 개종하자, 그의 아버지인 빌헬름 8세 방백은 아들의 미래 영토를 제한하기 위해 노력했다. 따라서 그는 1736년 헤센카셀에 편입된 하나우뮌첸베르크 백국을 헤센카셀의 서자 상속령으로 삼아 프리드리히의 장남이자 세습 백작인 빌헬름에게 물려주었다.

### 주권

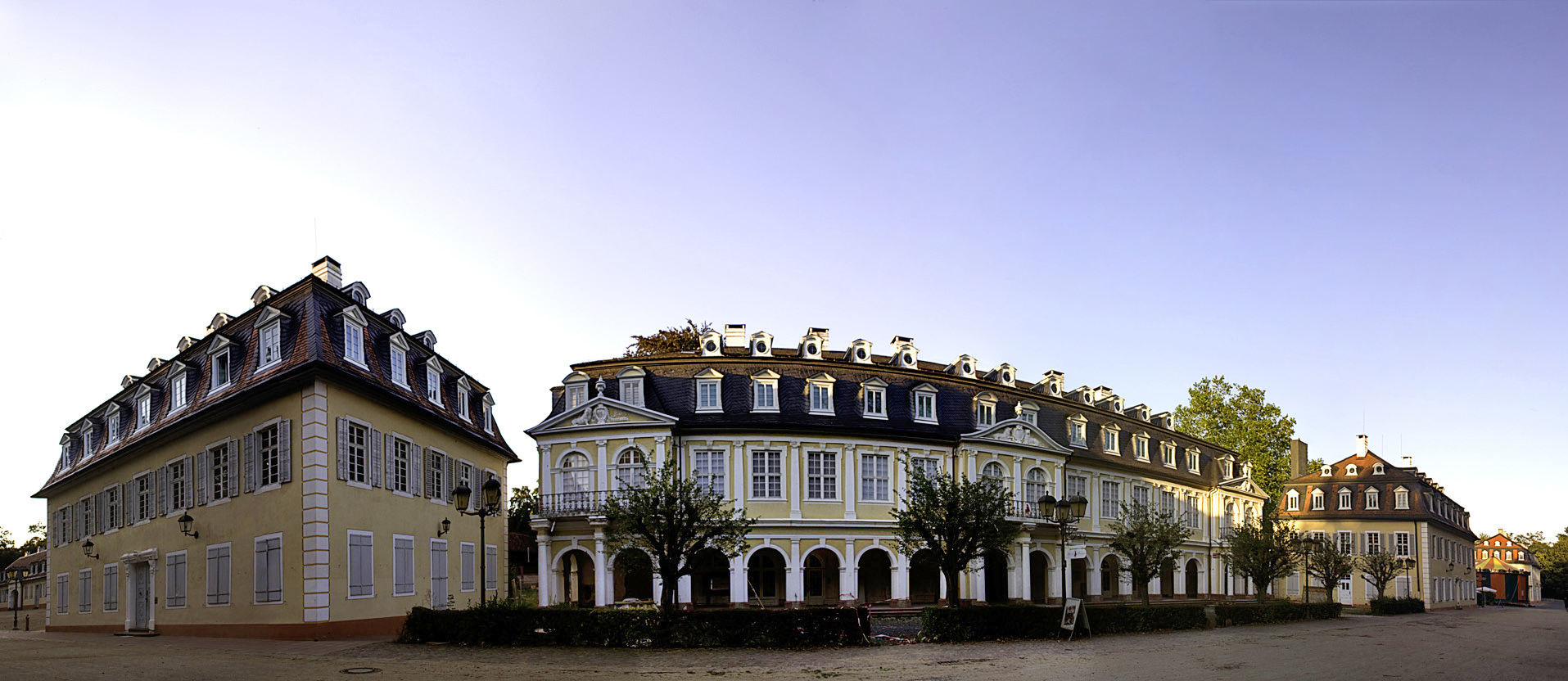
빌헬름스바트는 헤센하나우의 짧은 주권 기간 동안 건설되었다.

빌헬름 백작이 미성년자였을 때, 그의 어머니이자 방백 부인인 메리 공주는 그의 후견으로서 통치했다. 1760년 헤센카셀 왕위에 오르자 프리드리히 2세 방백은 헤센하나우를 헤센카셀과 재통합하려 여러 번 시도했지만, 그레이트브리튼섬과 개신교 영지들의 저항으로 그의 노력은 실패했다. 추가적인 보호를 위해 브라운슈바이크뤼네부르크 선제후국의 군대가 하나우에 주둔했다. 1764년 빌헬름은 성년이 되어 백국 정부를 인수했다. 1785년 프리드리히 2세가 사망하자 빌헬름은 헤센카셀의 방백이 되었다. 헤센하나우 정부는 일반적으로 헤센카셀과 분리되어 있었다. 그러나 내각과 군무청은 헤센카셀과 합병되었고, 1792년 카셀의 항소 법원은 하나우에 대한 관할권을 얻었다. 그때까지 헤센하나우는 독립 국가로 통치되었으며, 수도인 하나우에 중요한 건물을 세우는 등 광범위한 현대화를 거쳤다. 이를 위한 재원은 백작이 그의 삼촌인 조지 3세로부터 받은 보조금에서 나왔다. 그 대가로 헤센하나우는 2,400명의 병력을 미국 독립 전쟁에서 영국 왕실을 위해 파견했다.

### 나폴레옹 전쟁
헤센카셀은 1803년 선제후국이 되었고, 헤센하나우는 하나우 공국이 되었다. 그러나 1806년 신성 로마 제국이 해체되었고 헤센카셀은 프랑스의 위성국인 베스트팔렌 왕국에 편입되었다. 하나우는 프랑스의 군사 점령 아래 놓였다가 1810년 프랑스의 또 다른 위성국인 프랑크푸르트 대공국에 편입되었다. 1813년 독일 해방 전쟁 이후에야 헤센카셀의 주권이 회복되었다. 그러나 하나우의 헤센카셀 편입은 1821년 빌헬름 선제후 사망 이후, 그의 후계자인 빌헬름 2세의 행정 개혁이 이루어질 때까지 완료되지 않았으며, 이때 백국은 하나우의 군이 되었다.

### 인용
1. ↑  Nöding 1836, pp. 231-240.
2. ↑  Arnd 1858, pp. 347-348.
3. ↑  Arnd 1858, pp. 348-349.
4. ↑  Dietrich 1993, pp. 208-211.
5. ↑  Kügler 1980, pp. 120. 158.
6. ↑  Arnd 1858, pp. 349-357.

### 인용 문헌
- Arnd, Carl (1858). Geschichte der Provinz Hanau und der unteren Maingegend. Hanau.
- Kügler, Detmar (1980). Die deutschen Truppen in amerikanischen Unabhängigleitskrieg. Stuttgart.
- Nöding, Caspar (1836). Statistik, Topographie und Geschichte des Landgräflichen und Kurfürstlichen Hauses Hessen-Kassel. Kassel.
- Dietrich, Reinhard (1993). " … wegen geführten großen Staats, aber schlechter Zahlung der Schulden …. Zur finanziellen Lage der Grafschaft Hanau im 17. Jahrhundert." Hanauer Geschichtsblätter, 31.